# بانوی شب
بانوی شب (ایتالیایی: La signora della notte) یک فیلم عاشقانهٔ اِروتیک و درام به کارگردانی پیرو اسکیوادزاپا است که در سال ۱۹۸۶ منتشر شد. از بازیگران این فیلم می‌توان به تیبریو میتری و سرنا گراندی اشاره کرد.